# 福田町 (高松市)
福田町（ふくだまち）は、香川県高松市中心部の町丁。郵便番号は760-0048。住居表示に関する法律に基づく住居表示は実施されていない。

## 地理
高松市役所より0.7km、高松市中心部の都心に位置し、南は市道亀井町2号線、西は市道片原町多賀町線によって区切られ、北は御坊町、東は塩屋町に面した建物の裏手にあたる南北に長い町である。南部を国道11号が東西に貫いている。町内は基本的に戸建ての民家やマンション、コインパーキングを中心とした駐車場が立地するエリアであるが、四国屈指の歓楽街である古馬場町に隣接しているため、特に市道塩屋町四番町線（南古馬場の通り）を中心に飲食店がある程度立地している。また、国道11号沿いにはビジネスホテルやコミュニティーセンター（公民館）も立地している。
2010年国勢調査による人口は332人（男150人/女182人）、世帯数は183世帯、面積は3万1884.57m2、人口密度は1万0412.6人/km2。公立小学校・中学校の校区は全域が高松第一小学校・中学校（小中一貫）に属している。
町内における都市計画法に基づく用途地域は全域が商業地域で、容積率は国道11号沿いが500%、それ以外が400%である。

## 歴史
寛永19年（1642年頃）、松平頼重の高松城入封の際に当町一帯は華下天満宮（片原町）の社領となり、福光免と称された。この頃の高松城下絵図（寛永17年）によれば、この頃当町には南北に堀（疎水）が流れていた。その後、寛文7年（1667年頃）に福田町に改称され、町家となり、さらにその後の宝永年間（1704年〜1710年）からは町方支配となる。
享和・文化年間（1801年〜1818年）ごろには、全讃史の編著者である中山城山が町内で塾を開き、幕末にはその教えを受けた藤沢東畡もこの地で私塾を開いた。また、画家の中川愛山もこの地に居住し、山水画を描いていた。
1890年（明治23年）2月15日の高松市成立に伴い、当町は同市の町丁となる。1945年（昭和20年）7月4日未明にはアメリカ軍による無差別絨毯爆撃「高松空襲」を受け、町内全てが灰燼に帰した。空襲で壊滅的な被害を受けた高松市中心部では大部分で土地区画整理事業（戦災復興土地区画整理事業）が施行され、福田町でもことでん琴平線の鉄道敷以西（現・古馬場町及び瓦町）が第一工区一次、それ以東が第一工区二次として区画整理の対象となった。この区画整理によって現在の国道11号や多くの街路が新設されたが、この時特に福田町周辺では城下町由来の旧来の街路を残してその街区の中に新たな道路を通したことにより、結果的に街路の密度が高くなって土地が細分化されており、大規模な建築物が需要を増した現代の土地利用ニーズには必ずしも合致していないなど、後世の評価においては問題点も指摘されている。この区画整理事業の完工となる換地処分公告は第一工区一次が1958年（昭和33年）7月10日、第一工区二次が1964年（昭和39年）1月25日である。
その区画整理の換地処分公告の翌日に地番整理が施行されたことにより、一部が1958年（昭和33年）7月11日に瓦町一丁目〜二丁目、古馬場町及び御坊町へ、1964年（昭和39年）1月26日に塩屋町、古馬場町、御坊町及び瓦町一丁目〜二丁目へ編入され、同時に塩屋町の一部を当町に編入した。

## 主要施設
掲載順は地番の順序による
- 高松地区更生保護サポートセンター - 高松市築地コミュニティセンターが旧築地小学校に移転した跡に設置された。
- 旧チサングランド高松 - 2020年4月22日より新型コロナウイルス感染症の宿泊療養施設として香川県か借り上げたため休業、営業再開しないまま同年末でソラーレ ホテルズ アンド リゾーツとのフランチャイズ契約を終了。2023年5月7日まで「福田町ホテル」の仮称で宿泊療養施設として使われていた。 同地にあった穴吹エンタープライズ本社は2022年10月に古新町のリーガホテルゼスト高松内に移転している。
- アパホテル高松瓦町